# Прикордонна порода (фільм, 1924)
«Прикордонна порода» (англ. Breed of the Border) - німий вестерн 1924 року режисера Гаррі Гарсон, в якому зіграли Моріс Флінн, Дороті Дван та Луїза Карвер . 

## Актори
- Моріс Флінн - "Циркач" Лейсі
- Дороті Дван - Етель Слокам
- Луїза Карвер - Ма Мелоун
- Мілтон Росс - батько Слокам
- Френк Хагні - шериф Веллс
- Фред Бернс -  Левері
- Джозеф Беннет - Червоний Лукас
- Вільям Донован - Пабло

## Зовнішні посилання
- Прикордонна порода на сайті IMDb (англ.)